# الدرك الوطني الجزائري
الدرك الوطني الجزائري هي قوة عمومية جزائرية ذات طابع عسكري، له علاقة خدمات وطيدة مع أجهزة الأمن الأخرى ومع الأجهزة الوطنية، له مشاركة في الدفاع الوطني طبقا للخطط المقررة من قبل وزير الدفاع الوطني وفي محاربة الإرهاب، ويتولى ممارسة مهام الشرطة القضائية والشرطة الإدارية والشرطة العسكرية، تأسس رسميًا الدرك الوطني بموجب الأمر رقم 62- 19 المؤرخ في 23 أوت 1962م بكونه جزءًا لا يتجزأ من الجيش الوطني الشعبي الجزائري، يسهر على السلم العمومي وتطبيق القوانين والأنظمة.و صدر آخر تعديل يتضمن تنظيم الدرك الوطني، بموجب المرسوم رقم 88– 19/ر.ج المؤرخ في 02 مايو 1988م المتضمن مهام وتنظيم الدرك الوطني، حيث تم إحداث هيئات جديدة وتغيير في بعض التسميات لبعض الهياكل، وعرفت بذلك مؤسسة الدرك قفزة نوعية على جميع المستويات في مجال حفظ النظام العام وحراسة الحدود وتأمين الوطن والمواطن ومكافحة الجريمة، بكل أنواعها وأشكالها بما فيها الجريمة الإلكترونية.

## تاريخ الدرك الوطني الجزائري
يبدأ تاريخ الدرك الوطني الجزائري بعد استقلال الجزائر، لأنّ هذا النوع من الشرطة أو الأمن ليس موجودا في كل الدول عالم أو الغربية، وفرنسا لها هذا النوع من أجهزة الأمن وربما هي أول من أسسته، فبعد الاستقلال احتفظت الجزائر بهذا النوع من أجهزة الأمن وأُسِّسَ رسميا سنة 1962 بموجب الأمر رقم 62- 19 المؤرخ في 23 أوت 1962 بكونه جزء لا يتجزأ من الجيش الوطني الشعبي يسهر على السلم العمومي وتطبيق القوانين والأنظمة.

## أنواع تخصصات الدرك الوطني
مهام الشرطة القضائية: الكشف عن الجرائم، والبحث والقبض على المخالفين للقانون الجنائي والتحقيق الجنائي.
مهام الشرطة الإدارية: الأمن العمومي، المحافظة النظام، مساعدة وإغاثة، حركة المرور.
مهام عسكرية: شرطة عسكرية، مهام الدفاع، (prévôtale) وعمليات خارجية.
- الشرطة القضائية

عملية قبض على مجرمين

مهام الشرطة القضائية معاينة الجرائم وجمع الأدلة الكافية والبحث على مرتكبي الجرائم قبل فتح التحقيق، عند فتح التحقيق، فإن الشرطة القضائية تنفذ الانابات وأوامر وتعليمات السلطة القضائية، على عكس الشرطة الإدارية، فإن مهام الشرطة القضائية ترتبط أساسا بالمهام القمعية وتنفذ تحت إدارة وكيل الجمهورية، وتحت إشراف النائب العام، ومراقبة غرفة الاتهام.
- أمن الطرقات
- حراس الحدود

تم إنشاء هيئة حراس الحدود سنة 1977م، وتم الحاقها بقيادة وحدات حراس الحدود بقيادة الدرك الوطني سنة 2009م.
توضع قيادة وحدات حراس الحدود تحت سلطة قيادة الـدرك الوطنـي، وتكلف بحراسة الحدود البرية للبلاد وحمايتها، وتمارس بهذه الصفة مهام الدفاع وشرطة الحدود.
- المفرزة الخاصة للتدخل
- خلية حماية البيئة
- خلية حماية التراث الثقافي
- فرق حماية الأحداث

## الشرطة القضائية للدرك الوطني
معاينة والتحري عن الجرائم المنصوص عليها في قانون العقوبات وجمع الأدلة عنها والبحث عن مرتكبيها، مدام لم يفتح في شأنها تحقيقا قضائيا وعند افتتاح تحقيق قضائي تقوم الشرطة القضائية بتفويضات جهات التحقيق وتلبية طلباتها طبقا لأحكام قانون الإجراءات الجزائية.

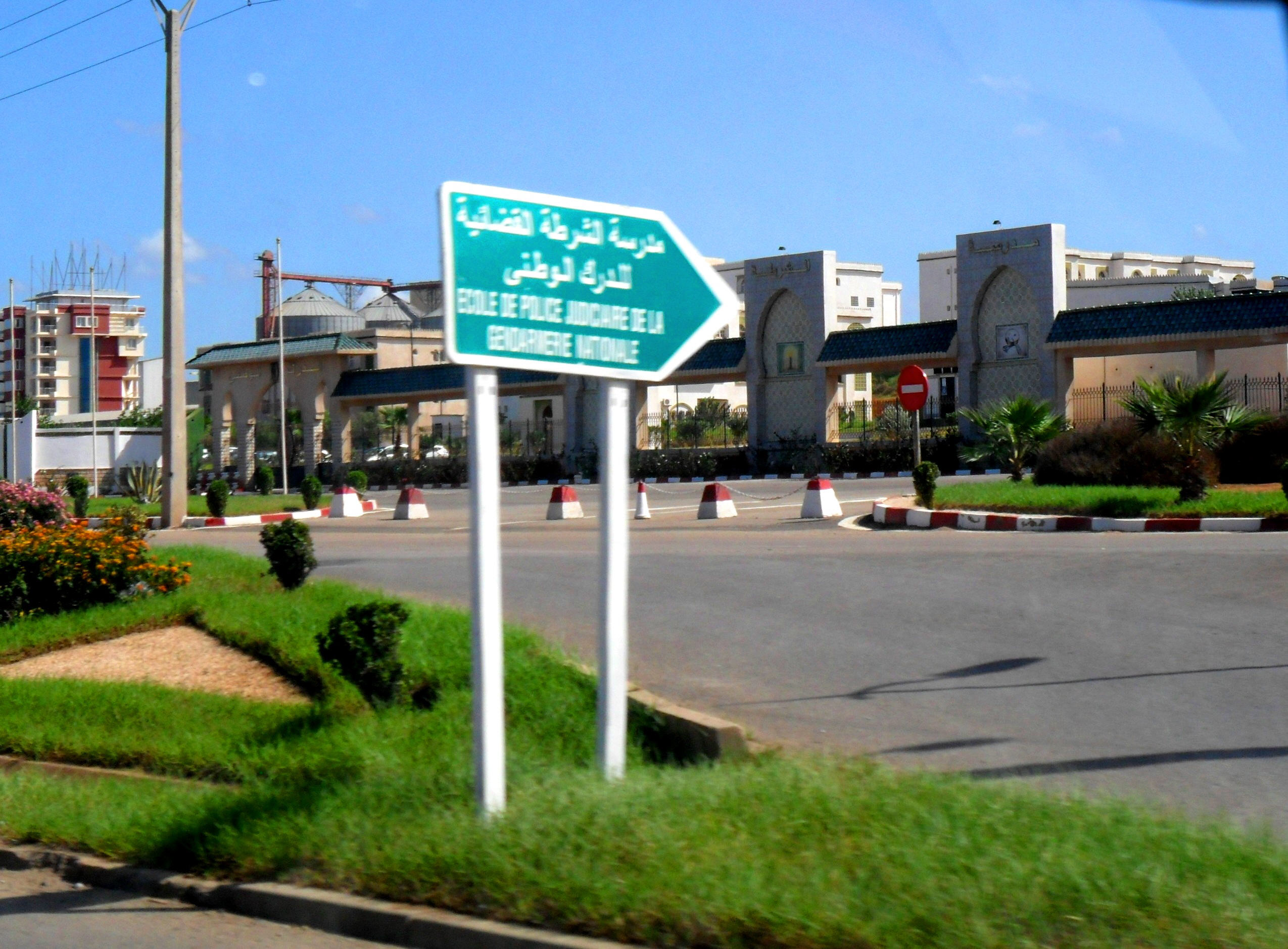
مدرسة الشرطة القضائية للدرك الوطني بزرالدة.

## الأهداف
يوجه عمل الشرطة القضائية إلى قمع الجرائم بغرض المحافظة على النظام والأمن في المجتمع وذلك باستخدام تقنيات خاصة بالبحث والتحري، ويتم تنفيذ أعمال الشرطة القضائية في إطار احترام القوانين والأنظمة.
ولما تطور الإجرام في عصرنا نتيجة التقدم العلمي، جعل المجرم يفكر قبل الإقدام على نشاطه الإجرامي في الأسلوب الذي يرتكب به جريمته دون أن يترك آثار مادية تدل عليه ومن هذا المنطلق بادرت قيادة الدرك الوطني بإنشاء خلايا للشرطة التقنية وبتزويدها بالعتاد الضروري لأداء مهامها.

## أعمال الشرطة القضائية
- ينفذ أعوان الضبط القضائي الأعمال المناطة بهم على شكل تحقيقات سرية تتوج بتحرير محاضر طبقا للأشكال التالية:
- تحقيقات ابتدائية (أولية).
- تحقيقات في الجرائم المتلبس بها.
- تنفيذ الانابات القضائية.
- تنفيذ التسخيرات وأوامر العدالة.

## الإطار الشرعي لممارسة الشرطة القضائية في الدرك الوطني
الدرك الوطني قوة عمومية ذات طابع عسكري، أنشئت من أجل السهر على الأمن العمومي وحفظ النظام وتنفيذ القوا نيين والأنظمة، تمارس مهام الشرطة القضائية من طرف الوحدات الإقليمية أو الوحدات المتخصصة ممارسة هذه المهة تجعل من عسكري الدرك الوطني من ضباط وأعوان الشرطة القضائية تحت إدارة وكيل الجمهورية، إشراف النائب العام ومراقبة غرفة الاتهام طبقا للقواعد المنصوص عليها في قانون الإجراءات الجزائية.
كما يحوزون على صفة ضباط وأعوان شرطة قضائية عسكرية ويمارسون المهام المنوطة بهذه الصفة طبقا لأحكام قانون القضاء العسكري وتحت إدارة وكيل الجمهورية العسكري.

## المجموعات الإقليمية للدرك
الفرقة الإقليمية هي الوحدة القاعدية في سلاح الدرك الوطني يقودها ضابط صف يتولى تسيير وتنفيذ المهام المنوطة بالدرك الوطني يمتد إقليم اختصاصها عبر الإقليم الإداري للبلدية كما يمكن أن تغطي عدة بلديات.
تتكفل الفرقة الإقليمية بالمراقبة العامة والمتواصلة لإقليم اختصاصها والطرقات العابرة له، تتلقى الشكاوى والتبليغات، تعاين الجرائم النصوص عليها في قانون العقوبات قانون القضاء العسكري والقوانيين الخاصة كما تبحث عن مرتكبيها وتقدمهم أمام الجهات القضائية المختصة.

## الفرق الخاصة
- فرقة الأبحاث
- فرقة الشرطة العسكرية
- الفرقة الجوية
- فرقة السكة الحديدية
- فرقة أمن الطرقات
- فرقة التحويلات

## مهام الفرقة الإقليمية
للفرقة مهام كثيرة ومتشعبة، فهي مكلفة بتنفيذ كل المهام المنوطة للسلاح طبقا للمادة الأولى من المرسوم رقم: 88/19 المؤرخ في 02/05/1988 المتضمن مهام الدرك الوطني وتنظيمه والمتمثلة في:
- الضبطية القضائية
- الضبطية الإدارية
- الضبطية العسكرية
- الحراسة العامة للإقليم وجمع الاستعلامات.

## بعض مستندات الخدمة
- الدفتر الشهري للخدمات اليومية
- نشرة الخدمة
- دفتر التصريحات
- السجل التحليلي للمحاضر
- سجل الوضع للنظر
- دفتر المراقبة
- دفتر التحويلات
- دفتر الغرامات الجزافية

## وسائل الدرك الوطني الجزائري
| السلاح                      | صورة        | بلد الأصل/الشراء | النوع                    |             |             |             |
| أسلحة فردية                 | أسلحة فردية | أسلحة فردية      | أسلحة فردية              | أسلحة فردية | أسلحة فردية | أسلحة فردية |
| --------------------------- | ----------- | ---------------- | ------------------------ | ----------- | ----------- | ----------- |
| غلوك 17                     |             | النمسا           | مسدس نصف آلي             |             |             |             |
| بيريتا 92                   |             | إيطاليا          | مسدس نصف آلي             |             |             |             |
| إيه كيه إم                  |             | الاتحاد السوفيتي | بندقية اقتحام            |             |             |             |
| الدراجات                    |             |                  |                          |             |             |             |
| BMW R 1100 RT               |             | ألمانيا          | دراجة نارية              |             |             |             |
| BMW K 1100 RT               |             | ألمانيا          | دراجة نارية              |             |             |             |
| مروحيات                     |             |                  |                          |             |             |             |
| يوروكوبتر إيه إس 550 فنك    |             | فرنسا            | مروحية متعددة الأغراض    |             |             |             |
| أغستاوستلاند إيه دبليو 109  |             | إيطاليا          | مروحية متعددة الأغراض    |             |             |             |
| سيارات                      |             |                  |                          |             |             |             |
| فولكسفاغن بولو V            |             | ألمانيا          | سيارة دورية              |             |             |             |
| فولكسفاغن غولف              |             | ألمانيا          | سيارة دورية              |             |             |             |
| فولكسفاغن كادي              |             | ألمانيا          | سيارة نقل                |             |             |             |
| سكودا فابيا                 |             | جمهورية التشيك   | سيارة دورية              |             |             |             |
| مرسيدس بنز فيتو             |             | ألمانيا          | سيارة دورية ونقل معتقلين |             |             |             |
| نيسان باترول                |             | اليابان          | سيارة دورية وتدخل        |             |             |             |
| تويوتا لاند كروزر           |             | اليابان          | سيارة دورية وتدخل        |             |             |             |
| تويوتا ستايشن               |             | اليابان          | سيارة مطاردة             |             |             |             |
| تويوتا ستايشن كابينة مزدوجة |             | اليابان          | سيارة نقل ومطاردة        |             |             |             |
| إيفيكو دايلي                |             | إيطاليا          | سيارة نقل وحشد           |             |             |             |
| هيونداي سانتافي             |             | كوريا الجنوبية   | سيارة دورية              |             |             |             |
| تويوتا كورولا               |             | اليابان          | سيارة دورية              |             |             |             |
| سوبارو إمبريزا              |             | اليابان          | سيارة مطاردة             |             |             |             |
| مرسيدس بنز الفئة جي         |             | الجزائر          | سيارة دورية              |             |             |             |
| مدرعة BCL-5M                |             | الجزائر          | مدرعة نقل للجنود         |             |             |             |

## القادة المتعاقبون
| الترتيب | الصورة | القائد                      | مـن            | إلـى           | ملاحظات                                                          |
| ------- | ------ | --------------------------- | -------------- | -------------- | ---------------------------------------------------------------- |
| 1       |        | العقيد أحمد بن الشريف       | 17 سبتمبر1962  | 23 أفريل 1977  |                                                                  |
| 2       |        | اللواء مصطفى شلوفي بالنيابة | 23 أفريل 1977  |                |                                                                  |
| 3       |        | العميد زين العابدين حشيشي   |                | 15 يونيو 1987  |                                                                  |
| 4       |        | الفريق عباس غزيل            | 16 يونيو 1987  |                |                                                                  |
| 5       |        | اللواء الطيب الدراجي        |                |                |                                                                  |
| 6       |        | اللواء أحمد بوسطيلة         | 2000           | 2015           |                                                                  |
| 7       |        | اللواء مناد نوبة            | 10 سبتمبر 2015 | 5 جويلية 2018  | كان يشغل منصب رئيس أركان قيادة الدرك إلى غاية تعيينه قائدا للدرك |
| 8       |        | العميد غالي بلقصير          | 5 جويلية 2018  | 24 جويلية 2019 | كان يشغل منصب رئيس أركان قيادة الدرك إلى غاية تعيينه قائدا للدرك |
| 9       |        | العميد عرعار عبد الرحمن     | 24 جويلية 2019 |                | كان يشغل منصب رئيس أركان قيادة الدرك إلى غاية تعيينه قائدا للدرك |

| 10
اللواء  نور الدين ڨواسميو 
| 11
 اللواء  يحيى علي ولحاج 

## معرض الصور

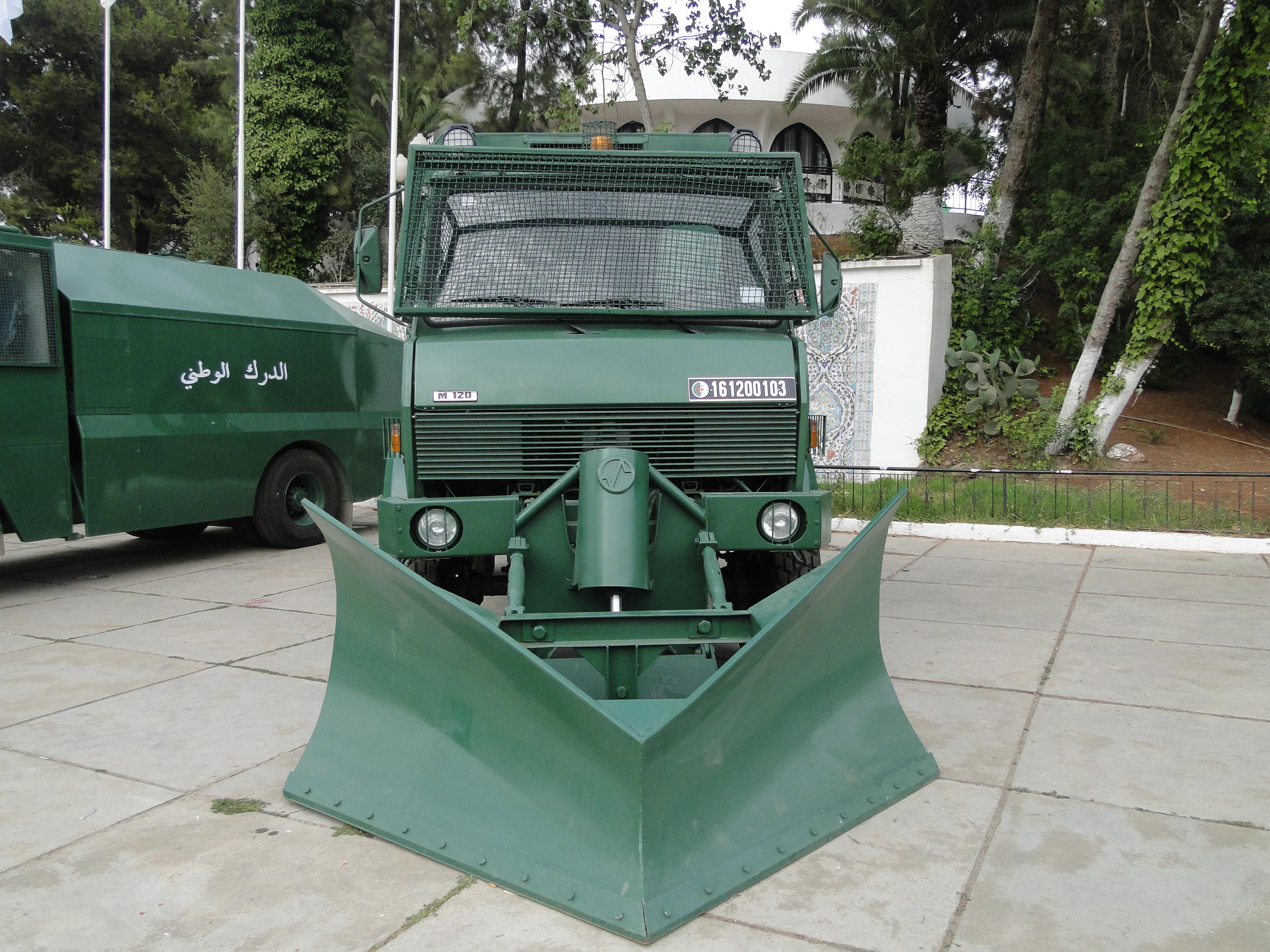
M 120 مزيل العراقيل تابع للدرك الوطني بمعرض سافيكس الجزائر 2012
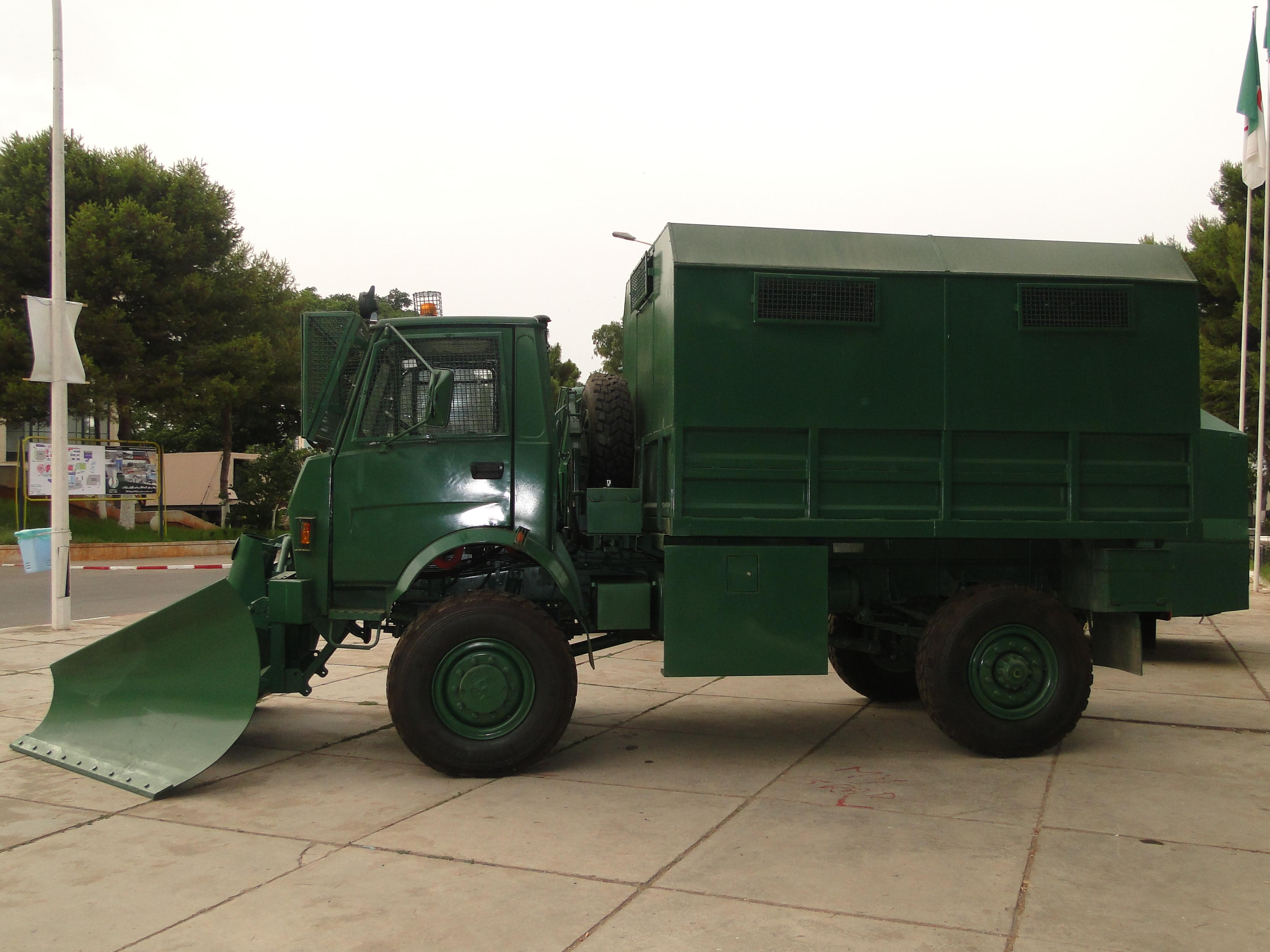
M 120 مزيل العراقيل تابع للدرك الوطني صنع جزائري
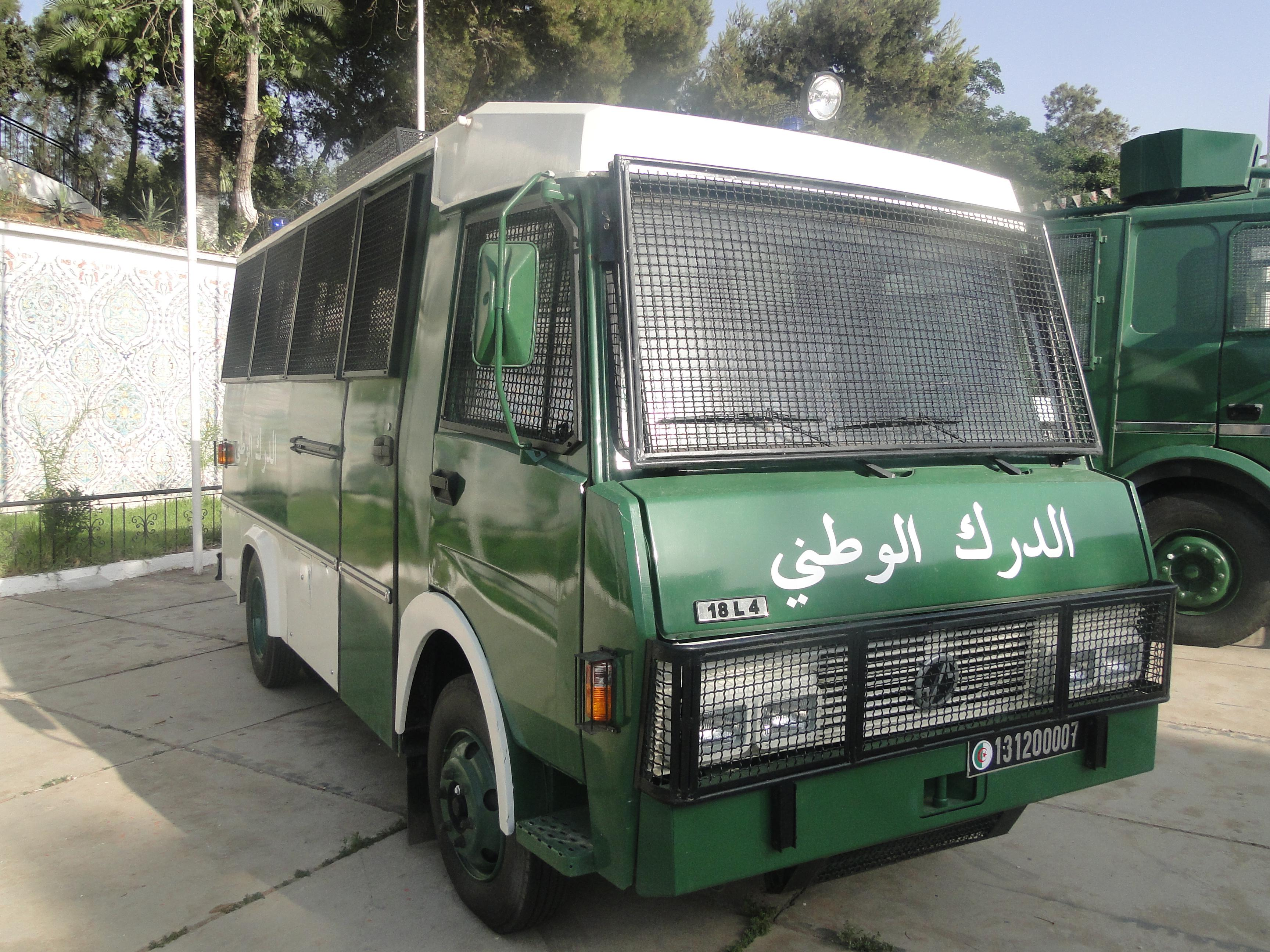
حافلة مصفحة لنقل الأفراد والمجرمين صنع جزائري.

## وصلات داخلية
- الأمن العسكري (الجزائر)
- دائرة الاستعلام والأمن
- القوات الخاصة الجزائرية
- القوات البرية الجزائرية
- الحرس الجمهوري الجزائري
- القوات الجوية الجزائرية
- الأميرالية (الجزائر)
- قوات الضفادع البشرية الجزائرية
- القوات البحرية الجزائرية
- قلعة بني عباس (سفينة)
- مفرزة الدرك الوطني الجزائري للتدخل
- مجموعة التدخل الخاصة
- الحرس البلدي الجزائري
- تاريخ البحرية الجزائرية
- الأسطول البحري الجزائري
- سوناكوم ام 210 وام 230
- وزارة التسليح والاتصالات العامة
- الفجر 10 أول نموذج لطائرة بدون طيار جزائرية 100%
- شرطة الجزائر

## وصلات خارجية
- وزارة الدفاع الوطني الجزائري
- أبواب مفتوحة على الدرك الوطني بأدرار
- تاريخ الجيش الجزائري من 1954 إلى يومنا هذا